# Cameraria niphonica
Cameraria niphonica är en fjärilsart som beskrevs av Tosio Kumata 1963. Cameraria niphonica ingår i släktet Cameraria och familjen styltmalar. Inga underarter finns listade i Catalogue of Life.